# 心肌

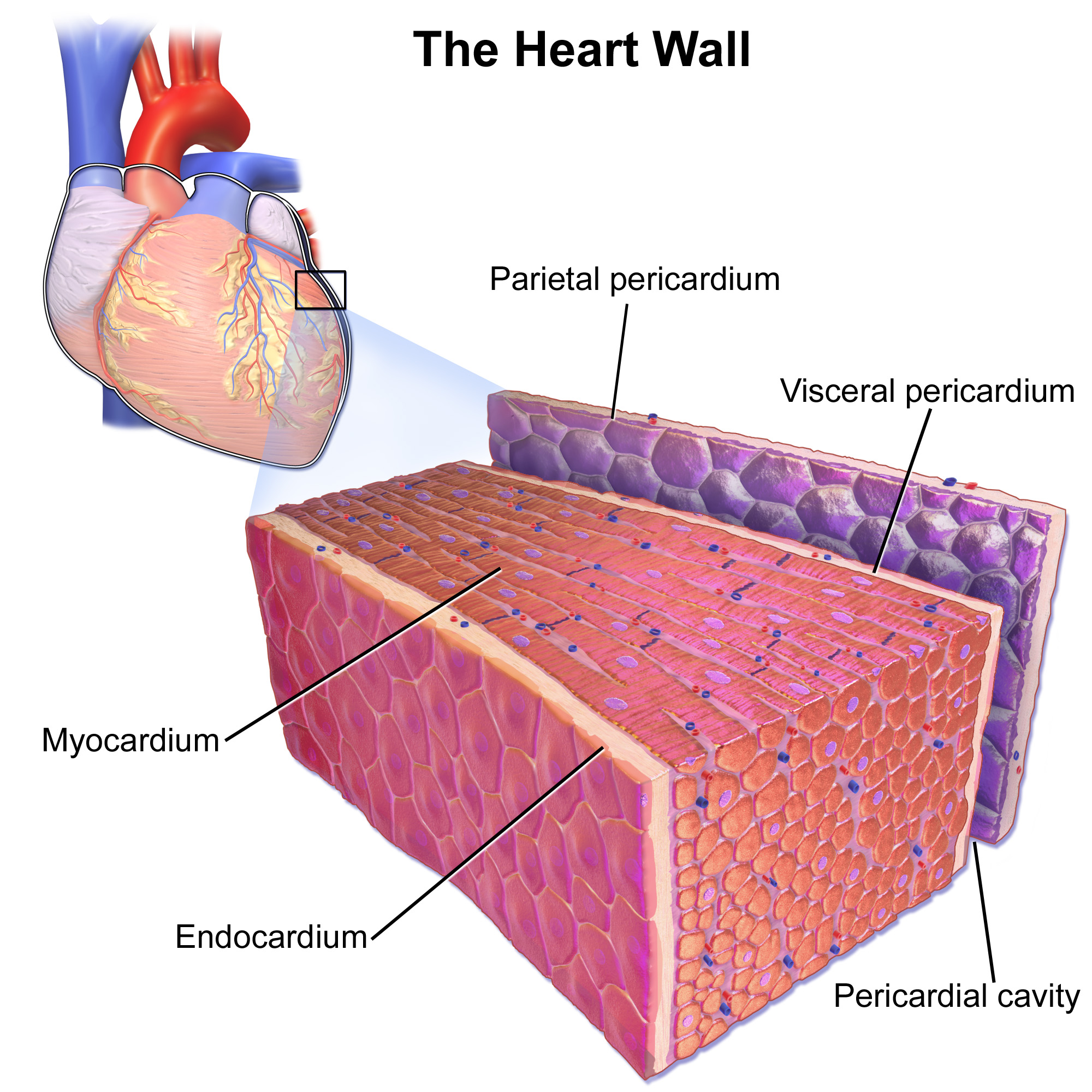
三维渲染显示心壁内的厚心肌

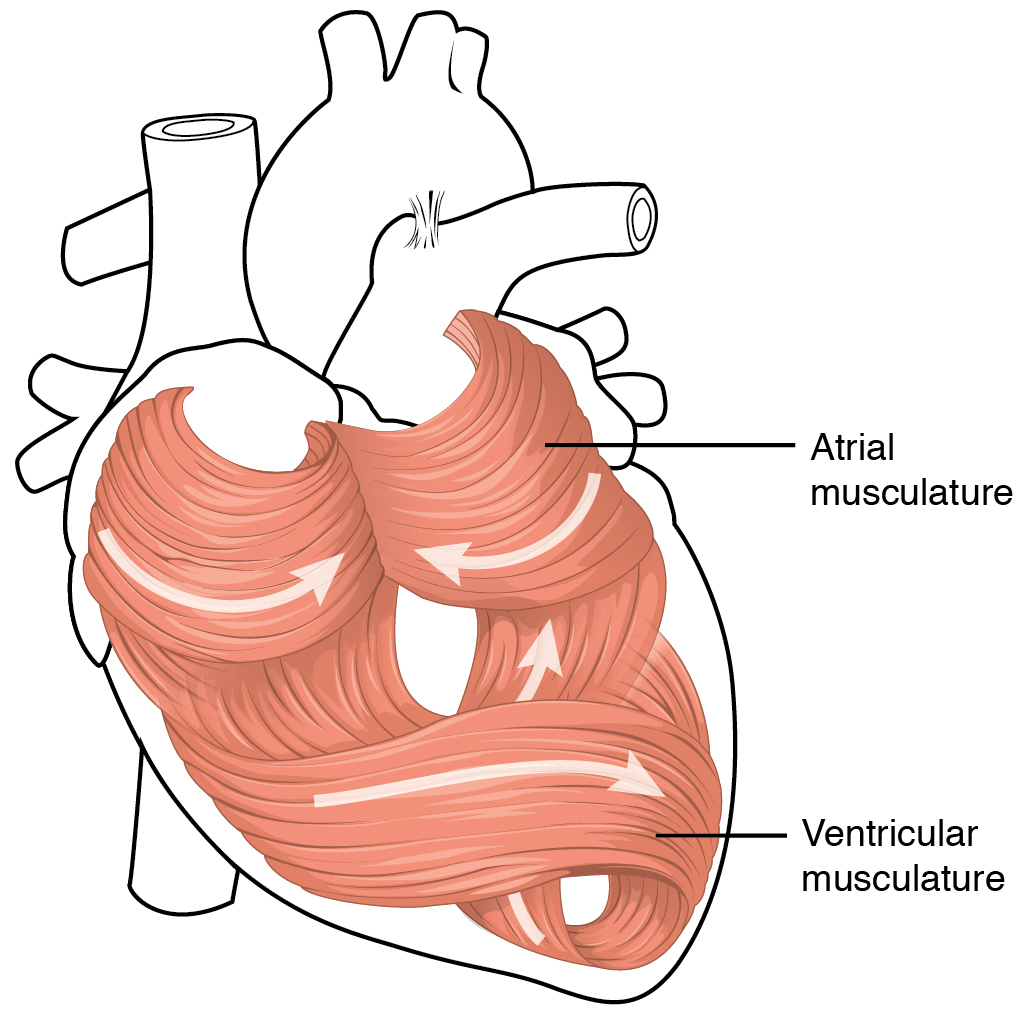
心房肌与心室肌各自有不同走向的心肌纤维

心肌（cardiac muscle，heart muscle，myocardium）是由心肌细胞构成的一种肌肉组织，属一种不随意横纹肌，分布于心壁和邻近心脏的大血管壁上；心肌也是是心脏收缩的动力结构，其收缩功能具有自主性、节律性、不随意、缓慢持久、不易疲劳等特点。心肌构成心壁主要组成部分，位于心内膜与心外膜之间，包括心房肌和心室肌两部分。
心肌细胞（cardiac muscle cell，cardiomyocyte）是呈短圆柱状、有分支、有横纹、互连成网的横纹肌细胞。心肌细胞呈明暗相间的周期性横纹，多数心肌细胞有一个位于中央的细胞核，少数有双核或更多核。心肌细胞借由闰盘（intercalated disc）与相邻细胞连接，当相连成一可见单位时，称为心肌纤维（cardiac muscle fiber）。

## 特点
相比起骨骼肌细胞，心肌细胞有其自身的特点：

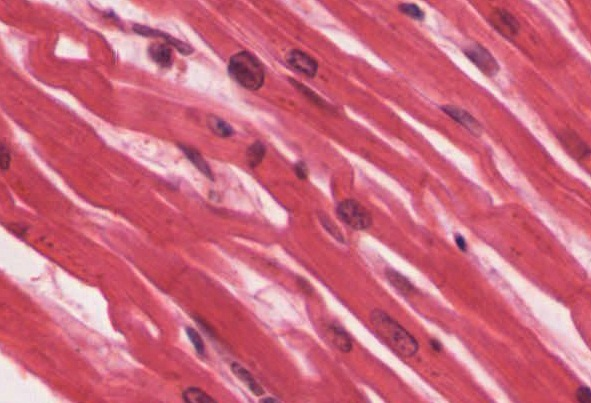
心肌细胞

- 自律心肌细胞具有自律性。即使离体的心脏仍表现出自律的舒张收缩活动。这主要是因为其4期自动去极化过程造成的。
- 心肌细胞互联成网，连接染色较深，称为間盤（英语：Intercalated disc）（或稱闰盘）。闰盘为相邻肌细胞连接处特化的细胞连接，光镜下呈深染的线状或阶梯状。横位上有中间连接和桥粒，纵位上有缝隙连接。胞间的紧密连结最重要的形式为缝隙连接，该处的胞膜中有许多规则分布的柱状颗粒称为连接子（英语：Connexon），后者横跨相邻细胞的细胞膜，使得兴奋信号能够更快的传递。紧密连接使整个心脏成为一个合胞体。
- 心肌细胞多数为单核细胞。
- 肌原纤维粗细不等，界限不明显。
- 横小管较粗。位于Z线水平。
- 肌浆网稀疏。纵小管不发达，终池少又小，横小管与一侧的终池形成二联体。心肌细胞的存钙能力低，收缩前要吸收细胞外的钙离子。
- 闰盘内有缝隙连接，是相接细胞的信息传导桥梁，是心肌传导性的基础。而闰盘的中间连接和桥粒，则能使相邻的心肌细胞牢固的连接在一起。
- 心肌因为有效不应期特别长，所以它们不会发生完全强直收缩。
- “全或无”式收缩。
- 无再生能力。
- 心肌细胞具有机械门控通道，可以因血流所导致的牵拉而开放，向中枢反映血流状态。
- 心肌细胞根据其功能属性分为：工作心肌细胞和自律心肌细胞两类。
- 正常心臟收縮之啟動由位於上腔靜脈進入右心房附近的竇房結所發起。其後收縮訊息傳至房室結，在房室結收縮訊息稍微延遲後立即經由房室束（英语：Bundle of His）將訊息迅速傳至整個心室，引起心室收縮。這些在心臟收縮過程中，扮演收縮訊息之產生、擴散與傳遞之細胞均為心肌細胞所特化。